# James Kidd (homme politique)
Pour les articles homonymes, voir Kidd.
James Kidd (11 mars 1872 - 2 mars 1928)  est un homme politique britannique du parti unioniste en Écosse. Il siège à la Chambre des communes de 1918 à 1922, et de 1924 jusqu'à sa mort en 1928.

## Biographie
James Kidd est élu aux élections générales de 1918 comme député de Linlithgowshire, se présentant comme un unioniste de la coalition, c'est-à-dire un partisan du gouvernement de coalition de David Lloyd George . Il est battu aux élections générales de 1922 par le candidat du parti travailliste Emanuel Shinwell .
Kidd se présente à nouveau aux élections générales de 1923, sans succès . Il bat Shinwell aux élections générales de 1924  et occupe le siège jusqu'à sa mort en 1928, à l'âge de 55 ans .
Il sert brièvement comme sous-secrétaire d'État pour l'Écosse avec la responsabilité de la santé.
Sa fille Margaret Kidd (1900-1989) est avocate et sheriff principale, et la première femme à devenir membre de la Faculty of Advocates, un ordre d'avocats écossais.